# Salamtou Hassane
Salamtou Hassane (sinh ngày 1 tháng 1 năm 1987) là một vận động viên chạy nước rút ở Niger, chuyên về 400 mét.
Hassane đã thi đấu cho Niger tại Thế vận hội Mùa hè 2004 ở nội dung 400 mét nữ, nhưng đã bị loại. Kết quả của cô ở Athens là đủ tốt để lập kỷ lục quốc gia với tỷ lệ 1: 03,28 trong Thế vận hội năm 2004 nội dung 400 mét. Năm 2008, Olympic mùa hè 2008, Rachidatou seini Maikido 1 's: 03,19 lần đánh bại những gì đã từng là kỉ lục của Salamtou Hassane.